# 阪神高速17号西大阪線

阪神地域におけるルート図。赤線が阪神高速。

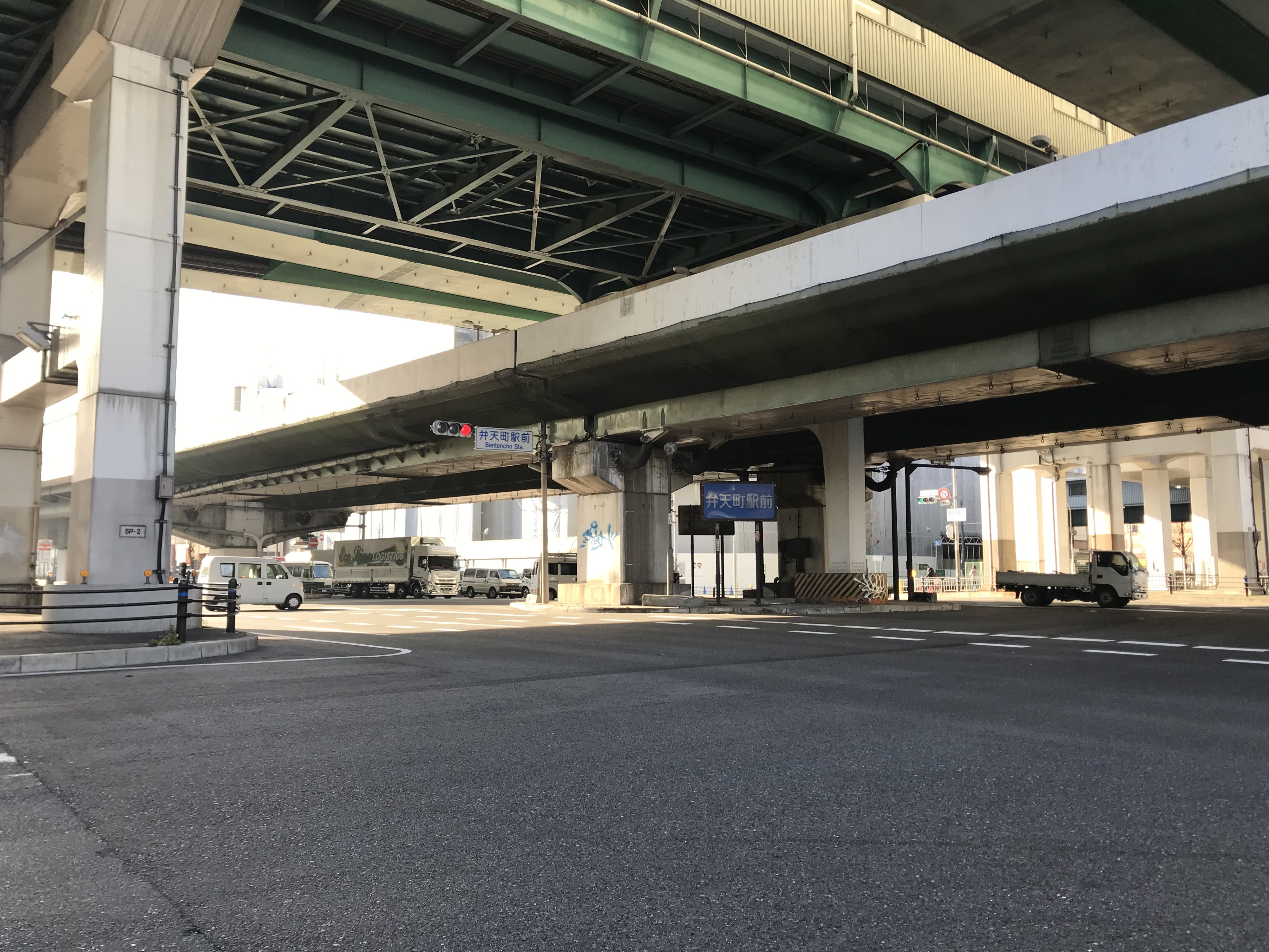
弁天町駅前交差点の立体交差
上段：中央大通（平面）と平行して阪神高速16号大阪港線およびOsaka Metro中央線
下段：国道43号（平面）と平行して阪神高速17号西大阪線（画像左には下段と同じ高さで大阪環状線が並走する）

阪神高速17号西大阪線（はんしんこうそく17ごうにしおおさかせん、Route 17 Nishi-Osaka Line）は、大阪府大阪市の、南開JCTから安治川出入口へ至る、阪神高速道路の路線である。

## 概要
阪神高速15号堺線と一体となって大阪市と堺市それぞれの臨海工業地帯とを結んでいる。また第二阪神国道（国道43号）の高速車線として計画された経緯があり、阪神間を結ぶ役割も果たしている。法令上の路線名は大阪市道 高速道路西大阪線。
路線は、まず起点の南開JCTで15号堺線から西へ分岐し、国道43号の上下線間を通って南海高野線と木津川を渡り大正区に入る。そのまま地平の国道43号の中央分離帯上を高架で西進し、大正通を越えた後泉尾公園の付近でやや北向きに進路を変え、尻無川を渡って港区に入る。みなと通を越えるとJR大阪環状線と並走し、Osaka Metro中央線および16号大阪港線の高架下をくぐる。なお16号大阪港線とのジャンクションは設置されていない。波除公園付近で終点の安治川出入口に達するが、道路はそのまま国道43号の中央車線となって安治川を渡り神戸方面へ向かう。
1989年に導入された案内用の路線番号は17であるが、道路交通センサスでは路線番号として5が割り当てられている。

## 出入口など
- 全線大阪府大阪市内に所在。

| 出入口 番号       | 施設名       | 接続路線名      | 起点 から (km) | 備考                             | 所在地 |
| ----------------- | ------------ | --------------- | -------------- | -------------------------------- | ------ |
| -                 | 南開JCT      | 15号堺線 堺方面 | 0.0            |                                  | 西成区 |
| -                 | 南開TB       | -               | 0.0            | 堺方面                           | 西成区 |
| 17-01             | 北津守出入口 | 国道43号        | 0.7            | 安治川・神戸方面出入口           | 西成区 |
| 17-02             | 大正東出入口 | 国道43号        | 1.0            | 堺方面出入口                     | 大正区 |
| 17-03             | 大正西出入口 | 国道43号        | 2.3            | 安治川・神戸方面出入口           | 大正区 |
| 17-04             | 弁天町出入口 | 国道43号        | 2.8            | 堺方面出入口                     | 港区   |
| -                 | 弁天町ミニPA | -               | 3.3            | 堺方面                           | 港区   |
| 17-05             | 安治川出入口 |                 | 3.8            | 事実上、国道43号の神戸方面出入口 | 港区   |
| 国道43号 神戸方面 |              |                 |                |                                  |        |

## 歴史
西大阪線はもともと第二阪神国道（国道43号）の延伸部と呼ばれる区間の高速車線として計画された路線である。第二阪神国道は1946年5月に都市計画決定されたが、当初は中央大通より北西側区間のみが重要視され、まず兵庫県内区間のみが着工された。後に、大阪臨海地域の幹線道路としての役割を果たすために中央大通から国道26号までの区間（「延伸部」）の整備が必要と判断され、1961年から調査が開始された。第二阪神国道は兵庫県内は上下合計10車線で計画されたが（現在は一部6車線まで縮小）、延伸部は交差する河川や鉄道が多いことなどから平面4車線＋高架4車線の立体構造で建設する計画となった。1965年に大阪府・大阪市より建設省へ、延伸部について早期完成のために有料道路とする提案がなされた。有料制に関して、当時の安治川大橋のように渡河部のみ有料道路とすると木津川と尻無川の間の地域が有料橋に挟まれて不都合となること、大阪市内の有料道路は既に誕生していた阪神高速道路公団に任せた方が良く、その場合都市高速道路網の一部として機能させた方が好都合であること等が勘案され、1966年8月頃、高架道路を阪神高速道路の有料路線とし、渡河部はそれに加えて無料道路を並設することが決定された。
1967年、大阪市道 高速道路4号分岐線という路線名で都市計画決定され、のち大阪市道 高速道路西大阪線という路線名で基本計画指示された。8月5日に万博関連事業に指定され、万博開催直前の1970年3月13日に無料部分と同時に開通した。

### 年表
- 1967年（昭和42年）
  - 1月17日 : 大阪市道高速道路4号分岐線 西成区津守町東4丁目・南開8丁目 - 港区八雲町4丁目（3.6km）都市計画決定。出入口は、大正区難波島町（北津守出入口、終点方向のみのハーフ）、三軒家3丁目（大正東出入口、起点方向のみのハーフ）、泉尾浜通2丁目（大正西出入口、終点方向のみのハーフ）、港区八雲町1丁目（弁天町出入口、起点方向のみのハーフ）、八雲町4丁目（安治川出入口、路線終点）の5か所に設置される計画。[5]
  - 4月15日 : 第2回改定基本計画指示において、大阪市道高速道路西大阪線が追加される。[6]
  - 9月27日 : 西大阪線工事実施計画承認。[7]
  - 9月28日 : 西大阪線着工。[8]
- 1968年（昭和43年）
  - 1月7日 : 木津川橋着工。[9]
  - 1月14日 : 尻無川橋着工。[9]
  - 2月23日 : 大阪4号分岐線の都市計画変更。北津守出口の位置を西成区津守町西1丁目に変更。[5]
- 1970年（昭和45年）
  - 3月13日 : 津守 - 安治川間（南開JCT - 安治川出入口間、延長3.8km）間が開通し全線開通。[10][11]
- 1974年（昭和49年）8月27日 - 8月30日 : 大規模補修工事のため上り線の全区間通行止め。[12]
- 1980年（昭和55年）8月14日 - 8月17日 : 大規模補修工事のため上下線の全区間通行止め。[13]
- 1987年（昭和62年）4月8日 : 弁天町ミニパーキングエリアが供用開始。[14]
- 1989年（平成元年）2月13日 : 路線番号が導入され、17号西大阪線となる。[15][16]
- 1998年（平成10年）11月1日 - 11月9日 : 大規模補修工事のため上下線の全区間通行止め。[17]
- 2007年（平成19年）10月22日 - 10月30日 : 大規模補修工事のため上下線の全区間通行止め。
- 2018年（平成30年）
  - 6月28日 : 15号堺線とのジャンクションを「南開ジャンクション」と命名。[18]
  - 11月2日 - 11月12日 : 大規模補修工事のため上下線の全区間通行止め。

## 車線・最高速度
| 区間             | 車線 上下線=上り線+下り線 | 最高速度 |
| ---------------- | ------------------------- | -------- |
| 南開JCT - 北津守 | 2=1+1                     | 50km/h   |
| 北津守 - 大正東  | 5=2+3                     | 60km/h   |
| 大正東 - 安治川  | 4=2+2                     | 60km/h   |

## 交通量
24時間交通量（台）　道路交通センサス
| 区間                        | 平成17（2005）年度 | 平成22（2010）年度 | 平成27（2015）年度 |
| --------------------------- | ------------------ | ------------------ | ------------------ |
| 南開JCT - 北津守出入口      | 32,523             | 6,090              | 6,269              |
| 北津守出入口 - 大正東出入口 | 32,523             | 22,011             | 22,270             |
| 大正東出入口 - 大正西出入口 | 32,523             | 18,826             | 18,688             |
| 大正西出入口 - 弁天町出入口 | 32,523             | 26,954             | 22,860             |
| 弁天町出入口 - 安治川出入口 | 32,523             | 24,190             | 21,856             |

（出典：「平成22年度道路交通センサス」・「平成27年度全国道路・街路交通情勢調査」（国土交通省ホームページ）より一部データを抜粋して作成）
- 令和2年度に実施予定だった交通量調査は、新型コロナウイルスの影響で延期された[19]。